# Alice T. Schafer
 Alice Turner Schafer  (* 18. Juni 1915 in Richmond, Virginia; † 27. September 2009 in Lexington, Massachusetts) war eine US-amerikanische Mathematikerin und Hochschullehrerin. Sie war 1971 eine der Gründungsmitglieder der Association for Women in Mathematics.

## Leben und Werk
Schafer hieß Alice Turner vor ihrer Heirat mit dem Mathematiker Richard Schafer. Ihre Mutter war bei der Geburt gestorben und nach dem frühen Tod ihres Vaters wurde sie von ihren beiden Tanten unterstützt. Sie besuchte die Grundschule in Scottsburg, Virginia, und auch an der High School war sie weiterhin sehr an Mathematik interessiert. Auf die Bitte an die Schulleiterin der High School, ihren Antrag auf einen Studienplatz an der University of Richmond für Mathematik zu unterstützen, antwortete diese, dass Mathematik kein Thema für Mädchen sei und dass sie ihren Antrag nur unterstützen würde, wenn sie sich für ein Studium der Geschichte bewerbe. Die Universität von Richmond ließ sie trotzdem zum Mathematikstudium zu und gewährte ihr ein Vollstipendium. Sie war die einzige Mathematikstudentin. Allerdings durften Frauen nicht die Universitätsbibliothek betreten, sondern mussten ein Buch anfordern, das sie dann im „Frauenlesesaal“ studieren durften. Sie gewann in ihrem Juniorjahr den James D. Crump-Preis für Mathematik und erhielt 1936 den Bachelorabschluss in Mathematik. Danach war sie drei Jahre lang Gymnasiallehrerin und studierte anschließend mit einem weiteren Stipendium an der University of Chicago. Nach dem Masterabschluss promovierte sie bei Ernest Preston Lane. Sie schrieb ihre Dissertation über „Singularities of Space Curves“, die sie später in zwei Artikeln veröffentlichte: 1944 im Duke Mathematical Journal und 1948 im American Journal of Mathematics. Nach ihrer Promotion und Heirat unterrichtete sie unter anderem am Connecticut College, am Swarthmore College und an der University of Michigan. 1962 wurde sie ordentliche Professorin am Wellesley College und leitete die mathematische Abteilung von 1963 bis 1968. 1971 gehörte sie zu den Gründungsmitgliedern der Association for Women in Mathematics und wurde zur zweiten Präsidentin der Vereinigung gewählt. 1980 wurde sie zur „Helen Day Gould Professorin“ für Mathematik am Wellesley College ernannt und trat als Mathematikprofessorin in den Ruhestand. Von 1988 bis 1996 unterrichtete sie wieder an der Marymount University. Sie reiste mehrfach mit dem „People to People Citizen Ambassador Program“ der Vereinten Nationen nach China, wo sie Gruppen von Mathematikpädagogen (1987), eine Mathematikdelegation (1989–1990), und Konferenzteilnehmer (1992 und 1995) begleitete. 1996 ging sie zum letzten Mal in den Ruhestand.

## Auszeichnungen (Auswahl)
- 1964: Ehrentitel der University of Richmond
- 1977: Distinguished Alumna Award, Westhampton College
- 1985: Fellow of the American Association for the Advancement of Science
- 1988: Yueh-Gin Gung- und den Dr. Charles Y Hu-Preis für herausragende Leistungen in der Mathematik, Mathematical Association of America
- 1990: Alice-T.-Schafer-Mathematikpreis für ihren engagierten Einsatz für eine stärkere Beteiligung von Frauen an der Mathematik, Association for Women in Mathematics